# 비센테 피에라
비센테 피에라 파녜야(스페인어: Vicente Piera Pañella; 1903년 6월 11일, 카탈루냐 주 바르셀로나 ~ 1960년 6월 13일, 카탈루냐 주 바르셀로나)는 "마녀"(La Bruja)라는 별칭으로도 알려진 스페인의 전 축구 선수로, 현역 시절 대부분을 바르셀로나에서 보냈다.
바르셀로나 출신인 피에라는 센트레 데스포르츠 데 산츠에서 축구를 시작하였다. 피에라는 바르셀로나 역사상 손꼽히는 측면 공격수로, 1920-21 시즌부터 1932-33 시즌까지 활약했으며, 395번의 경기에 출전해 123골을 기록하였다.

## 수상
바르셀로나
- 라 리가: 1929
- 코파 델 레이: 1922, 1925, 1926, 1928
- 카탈루냐 선수권 대회: 1920-21, 1921–22, 1923–24, 1924–25, 1925–26, 1926–27, 1927–28, 1929–30, 1930–31, 1931–32